# Ignacy Tański
Ignacy Tański (ur. 1761 w Wyszogrodzie, zm. 15 sierpnia 1805 w Izdebnie) – polski urzędnik państwowy, dramatopisarz, poeta, tłumacz i wolnomularz.
Kształcił się w jezuickim Collegium Nobilium w Warszawie. Początkowo pracował jako niższy urzędnik kancelaryjny Departamentu Policji przy Radzie Nieustającej (1778–1789), a później jako sekretarz sejmowej Deputacji do spraw buntów na Ukrainie (1789–1790) i członek Gabinetu Spraw Cudzoziemskich króla Stanisława Augusta Poniatowskiego (1793–1794). Brał udział w życiu literackim i kulturalnym Warszawy, bywał gościem w warszawskich salonach. W czasie insurekcji kościuszkowskiej (1794) współpracował z Wydziałem Interesów Zagranicznych, następnie był członkiem Deputacji Pocztowej w Wydziale Bezpieczeństwa Rady Najwyższej Narodowej i wszedł w skład Deputacji Targowicko-Grodzieńskiej, która miała skontrolować działalność konfederacji targowickiej. W insurekcji stracił dobytek i stanowisko, a także obydwoje rodziców, którzy padli ofiarą rzezi Pragi. Około 1801 roku osiadł w Puławach i objął funkcję nadwornego poety i sekretarza Adama Kazimierza Czartoryskiego. Tworzył wiersze sentymentalne, okolicznościowe, sielanki sceniczne i komedie. Napisał także libretto do jednej opery. Wydanie zbiorowe jego dzieł ukazało się pośmiertnie pod tytułem Wiersze i pisma różne (1808). Ignacy Tański był ojcem pisarki Klementyny Hoffmanowej i wujem adwokata Marcelego Tarczewskiego.

## Życiorys

### Pochodzenie i edukacja
Pochodził ze średniozamożnej rodziny ziemiańskiej pieczętującej się herbem Nałęcz. Urodził się w 1761 roku w Wyszogrodzie na Mazowszu jako syn Konstancji z Kurowskich, miecznikówny czerskiej, i Tomasza Tańskiego, dzierżawcy majątków Orszymów i Rębów należących do starosty wyszogrodzkiego Michała Szymanowskiego. Dziesięcioro jego rodzeństwa zmarło w dzieciństwie, przeżyła jedynie siostra Józefa, wydana za Macieja Tarczewskiego (zm. 1790), burgrabiego wyszogrodzkiego, a następnie za Wincentego Ferreriusza Kraszewskiego (ok. 1752–1830), chorążego Kawalerii Narodowej. Ignacy Tański pozostawał od wczesnych lat w przyjaznych i bliskich relacjach z Szamowskimi, z którymi był spowinowacony przez matkę, oraz ze swoim krewnym, poetą Józefem Tańskim.
Pierwsze nauki pobierał u jezuitów w Płocku. Od roku szkolnego 1770/1771 kształcił się w jezuickim Collegium Nobilium w Warszawie, gdzie wyróżniał się jako uczeń. Nawiązał przyjaźń ze Stanisławem Mokronowskim oraz Janem Łuszczewskim. Przez pewien czas przebywał na dworze kasztelana trockiego Andrzeja Ogińskiego.

### Urzędnik w Departamencie Policji i Gabinecie Spraw Cudzoziemskich
Od 1778 roku pracował jako kancelista, czyli niższy urzędnik kancelaryjny w Departamencie Policji przy Radzie Nieustającej, pozostając pod zwierzchnictwem marszałka wielkiego koronnego Stanisława Lubomirskiego. Od 1780 roku pracował w tymże Departamencie jako archiwista.
Od 1781 roku należał do lóż wolnomularskich Katarzyny pod Gwiazdą Północną oraz Świątynia Izis, w której był podskarbim (1781–1783), namiestnikiem mistrza (1787), mówcą (1788), a w końcu mistrzem katedry (1789–1790). Od 4 marca 1783 roku był sekretarzem Wielkiego Wschodu Królestwa Polskiego i Wielkiego Księstwa Litewskiego. Wraz z Janem Łuszczewskim i Józefem Orsettim, a pod kierownictwem Maurycego Glaire'a opracował konstytucję, czyli statut reformowanego Wielkiego Wschodu, przewidującą siedmiostopniowy system organizacyjny. Najwyższa Kapituła Wielkiego Wschodu przyjęła statut 19 lutego 1784 roku. 26 lutego tegoż roku statut podpisało trzynaście lóż, a 4 marca ukonstytuował się Wielki Wschód. Od stycznia 1788 roku Tański pełnił funkcję I dozorcy Wielkiego Wschodu, a wg Wojciecha Pękalskiego został też członkiem Najwyższej Kapituły tej loży. Pisał w tym okresie utwory okolicznościowe.
W 1789 roku, po zniesieniu przez Sejm Wielki Departamentu Policji Rady Nieustającej, został sekretarzem deputacji sejmowej dla zbadania sprawy buntów na Ukrainie. Wraz z Ignacym Manugiewiczem tłumaczył i streszczał materiały skonfiskowane zatrzymanemu 29 kwietnia 1789 roku prawosławnemu władyce Wiktorowi. Współredagował Relację deputacji do egzaminowania sprawy o bunty oskarżonych na sejmie 1790 roku uczynionej; Annexy do części pierwszej relacji w materii o buntach na sejmie 1790 roku uczynionej oraz Treść z relacji od deputacji egzaminującej oskarżonych o bunty stanom sejmującym na sesji semotis arbitris dnia 26 marca r. 1790 uczynionej, za rozkazem Deputacji Interesów Zagranicznych wyciągnionej. Poseł Mateusz Butrymowicz chwalił Tańskiego za rzetelność w jego pracy w ramach deputacji.
Tański brał udział w życiu literackim i kulturalnym Warszawy. Przyjaźnił się z grupą młodzieży tworzącą dyskusyjne kółko literackie w Bibliotece Załuskich pod przewodem Onufrego Kopczyńskiego, m.in. z Michałem Wyszkowskim, Konstantym Tymienieckim, Alojzym Felińskim, Mikołajem Dzieduszyckim, Franciszkiem Skarbkiem Rudzkim i Janem Feliksem Amorem Tarnowskim. Bywał gościem w warszawskich salonach, m.in. u hetmanowej wielkiej litewskiej Aleksandry Ogińskiej, marszałkowej wielkiej litewskiej Barbary Sanguszkowej, oraz u warszawskiego lekarza Jana Baptysty Czempińskiego, zabiegając o względy jego córki Marianny.
Od 1790 roku Tański był sekretarzem do ekspedycji polskich w Deputacji Interesów Spraw Cudzoziemskich. Według świadectwa córki Klementyny, „zmuszony z urzędu swego”, towarzyszył królowi Stanisławowi Augustowi na sejmie w Grodnie w 1793 roku.

### W insurekcji kościuszkowskiej
Jako sekretarz królewskiego Gabinetu Spraw Cudzoziemskich podpisał 19 kwietnia 1794 roku akces obywateli i mieszkańców Księstwa Mazowieckiego do insurekcji kościuszkowskiej.
Od czerwca 1794 roku był rewizorem korespondencji w Wydziale Interesów Zagranicznych Rady Najwyższej Narodowej. Zadaniem Tańskiego było selekcjonowanie spośród napływających listów tych istotnych dla interesu państwowego lub interesujących, oraz przekazywanie ich wyższym organom. Od lipca 1794 roku był członkiem Deputacji Pocztowej w Wydziale Bezpieczeństwa Rady Najwyższej Narodowej. Wszedł do Deputacji Targowicko-Grodzieńskiej, której zadaniem była kontrola działalności konfederacji targowickiej i sejmu grodzieńskiego z 1793. Podpisał złożone 26 lipca 1794 roku Sądowi Kryminalnemu Wojskowemu sprawozdanie tej deputacji. Zajmował się też sporządzeniem „seriarza alfabetycznego nazwisk osób”, które w jakikolwiek sposób były związane z działalnością targowicką i nie powinny pełnić urzędów zaufania publicznego. Tabele z 9 września 1794 z podpisem Tańskiego posłużyły do przesłuchań w Sądzie Kryminalnym Wojskowym.
Również w czasie insurekcji, w rzezi Pragi 4 listopada 1794 roku zginęli obydwoje rodzice Tańskiego. Według Kaspara Niesieckiego, „znaleziono ich między innemi trupami, jego z karabelą w ręku a żonę z różańcem owiniętym o palce”. Kupiony przez nich dworek oraz zebrane oszczędności zostały zagrabione.
Po upadku insurekcji Tański został pozbawiony zasobów i urzędu. Skorzystał z przyjacielskiej propozycji Jana Łuszczewskiego i objął w powiecie sochaczewskim dzierżawę wsi Wyczułki, która od 1795 roku znalazła się w granicach Prus. Zamieszkał z rodziną w chacie krytej strzechą, organizując gospodarstwo i utrzymując kontakty towarzyskie, m.in. z Łuszczewskimi, Szymanowskimi z Izdebny oraz pisarką Teklą z Bielińskich i jej mężem Feliksem Łubieńskim z pobliskiego Guzowa.
Zajął się tłumaczeniem Georgik Wergiliusza, ale przełożył wierszem trzynastozgłoskowym tylko pieśń pierwszą i część pieśni drugiej. Pisał kolejne utwory okolicznościowe.

### W Puławach. Sekretarz Adama Kazimierza Czartoryskiego
Aleksandra, najstarsza córka Tańskiego, została przyjęta do pensji dla dziewcząt w Puławach przez Izabelę i Adama Kazimierza Czartoryskiego. W 1800 roku Tański otrzymał od władz pruskich rekompensatę za utracony urząd w formie rocznej pensji.
Około 1801 roku przyjął zaproszenie Adama Kazimierza Czartoryskiego i został jego sekretarzem z pensją sześć tysięcy złotych polskich rocznie. Przeniósł się wówczas z żoną i córką Zofią do Puław, pozostających pod panowaniem Austrii. Zofia zmarła w 1803 roku. W tym samym roku urodziła się inna córka Tańskich, Marianna. Córka Klementyna została umieszczona w Izdebnie. Opiekę nad nią powierzono starościnie wyszogrodzkiej Anieli ze Świdzińskich Szymanowskiej.
W Izdebnie w 1801 lub 1802 roku wystawiono pięcioaktową wierszowaną komedię Tańskiego Dobrogost, czyli człowiek rad wszystkiemu, adaptację dramatu Jean-François Collin d'Harleville'a L'Optimiste, ou l'homme toujours content z 1788 roku. Z kolei w Puławach w 1802 roku wystawiono operę Tańskiego I plotka czasem się przyda z muzyką Wincentego Lessla. Historyk literatury Roman Dąbrowski pisał, że „sposób zbudowania intrygi przypominał tu Krakowiaków i górali Wojciecha Bogusławskiego, a przez bohaterkę jednej sceny (Cygankę Jawnutę) nawiązywał do Cyganów Franciszka Dionizego Kniaźnina”. W Puławach wystawiono również komedie Tańskiego Dwa wieki oraz Żegota, czyli staropolskie obyczaje. W Puławach Tański kontynuował twórczość okolicznościową, głównie żartobliwą i panegiryczną. Roman Dąbrowski oceniał, że „pod względem wartości artystycznej były to utwory przeciętne, z reguły krótkie, lekkie w tematyce i nastroju, bliskie poetyce rokokowej, niekiedy sentymentalnej”.
Tański zmarł 15 sierpnia 1805 roku, „nagle apopleksją tknięty” w gościnie u Szymanowskich, w Izdebnie. Tam został pochowany.
Po śmierci Ignacego wdowa po nim Marianna otrzymała od Adama Kazimierza Czartoryskiego połowę pensji męża. Od około 1808 roku mieszkała z córkami w Warszawie prowadząc dom otwarty w oficynie Pałacu Błękitnego. Za namową córki Klementyny pisała od 1820 roku Dziennik zdarzeń.
Wydanie zbiorowe dzieł Tańskiego ukazało się pod tytułem Wiersze i pisma różne w 1808 roku, trzy lata po śmierci autora. Michał Wyszkowski pisał o Tańskim: „Był wzrostu miernego, postaci nie tyle wydatnej, ile bardziej przyjemnej i ujmującej; spojrzenie jego bystre i pewne, cechowało w nim niepodległość duszy i otwartość charakteru, jaką dają tylko uczciwe postępki”.

### Rodzina
Ignacy Tański był żonaty z Marianną Rozalią Reginą z domu Czempińską (1773–1825), córką Jana Baptysty Czempińskiego i Prowidencji z domu Fontany, córki Józefa Fontany i Teresy z domu Poncet. Tańscy mieli cztery córki: Aleksandrę (1792–1850), żonę prawnika Marka Marcelego Tarczewskiego, siostrzeńca Tańskiego; Zofię (1793–1803); Klementynę (1798–1845), późniejszą pisarkę i tłumaczkę, żona publicysty Karola Boromeusza Hoffmana; oraz Mariannę (1803–1830), wychowywaną przez babkę Prowidencję w Kozłowie, żonę Jana Nepomucena Hermana, kapitana wojska Królestwa Polskiego, sędziego pokoju i przemysłowca.

## Twórczość

### Ważniejsze dzieła
1. Wiersze okolicznościowe z lat 1776-1805, wyd. zobacz Wydania zbiorowe poz. 1; tu m.in. Wiersz Michałowi Ogińskiemu, synowi marszałka sejmowego w r. 1776; Do Michała Szymanowskiego, starosty wyszogrodzkiego... dnia 29 września 1784 r.; Pochwała kobiet w 1785 r.; Do konia od J. O. X. Sanguszkowej... Józefowi Szymanowskiemu ofiarowanego 6 września 1785 r.; Tygrys. Sielanka 1788 r.; Stateczność nagrodzona. Pieśń 1790 r.; Do dziedziców od dzierżawców. Kolęda 1795; Do... Tekli z Bielińskich Łubieński... 2 czerwca 1800; Pieśń w Puławach śpiewana; Kolęda w Puławach; kilka wierszy przedr. P. Hertz w: Zbiór poetów polskich XIX w. księga 1, Warszawa 1959
2. Dobrogost, czyli człowiek rad wszystkiemu. Komedia w 5 aktach, z francuskiego p. Collin d’Harleville, wyst.: Izdebno 30 marca 1801 (lub 1802); Warszawa 26 grudnia 1808; wyd. zobacz Wydania zbiorowe poz. 1; rękopis: Biblioteka Towarzystwa Przyjaciół Nauk w Poznaniu, sygn. 539, na kartach 70-71; Do komedii Dobrogost na teatrze izdebskim d. 30 marca 1802 granej dodatek (niewydany); według J.F. Collin d' Harleville: L' Optimiste
3. I plotka się czasem przyda. Sielanka na teatrze puławskim grana, 1802, wyd. zobacz Wydania zbiorowe poz. 1; muzyka: W. Lessel
4. Dwa wieki. Komedia w 3 aktach grana na teatrze puławskim, rękopisy: Biblioteka Towarzystwa Przyjaciół Nauk w Poznaniu, sygn. 538, fragm. brulionu w rękopisie sygn. 885; Państwowe Centralne Archiwum Historyczne w Kijowie sygn. 1, 288, 183 (bez nazwiska); M. Wyszkowski podaje tytuł: Trzy wieki
5. Gawęda. Komedia w 3 aktach, rękopis: Biblioteka Towarzystwa Przyjaciół Nauk w Poznaniu, sygn. 542
6. Komedia bez tytułu, autograf: Biblioteka Towarzystwa Przyjaciół Nauk w Poznaniu, sygn. 541
7. Żegota, czyli staropolskie obyczaje. Komedia wyst. na teatrze puławskim
8. Pieśni w: J. Falkowski: Wzniesienie myśli do Boga, czyli duch chrześcijańskiego nabożeństwa, Warszawa 1827 i wyd. następne.

### Przekłady
1. O. Goldsmith: Opisanie plebana. Ułomek z poematu... Chata opuszczona, „Nowy Pamiętnik Warszawski” t. 16 (1804), s. 102-104, wyd. następne zobacz Wydania zbiorowe poz. 1, rękopis (odpis): Ossolineum (Zbiory Pawlikowskich sygn. 273); przekł. dla G. Piramowicza
2. P. Vergilius Maro: Georgicon, czyli o ziemiaństwie. Pieśni 1-2 (nieukończone), wyd. zobacz Wydania zbiorowe poz. 1
3. J. Delille: Ułomek z poematu o ogrodach, wyd. zobacz Wydania zbiorowe poz. 1.

### Prace edytorskie
1. Relacja deputacji do egzaminowania sprawy o bunty oskarżonych na sejmie 1790 roku uczyniona cz. 1, Warszawa 1790, wyd. poprzedzone przedmową, (według Estreichera XXXI, 1936, 25: „Tański uchodzi za redaktora całego zbioru, jakkolwiek nigdzie to nie jest zaznaczone”)
2. Anneksa do części pierwszej relacji w materii o buntach na sejmie roku 1790 uczynionej, Warszawa 1790, (porównaj notatkę do poz. 1)
3. Treść z relacji od deputacji egzaminujących oskarżonych o bunty stanom sejmującym na sesji semotis arbitris dnia 26 marca r. 1790 uczynionej, za rozkazem Deputacji Interesów Zagranicznych wyciągniona, brak miejsca wydania 1790, (porównaj notatkę do poz. 1).

### Wydania zbiorowe
1. Wiersze i pisma różne. Dzieło pogrobowe, Warszawa 1808 „Wybór Pisarzy Polskich”, wyd. następne Warszawa 1816; zawartość: Ważniejsze dzieła poz. 1-3; Przekłady 1-3.

### Listy i materiały
1. Do J. Łuszczewskiego z 27 września 1787, podobiznę ogł. K. Tańska-Hoffmanowa, „Rozrywki dla Dzieci” t. 10 (1828), nr 60, (M. Wyszkowski wspomina o całym bloku korespondencji Tańskiego z J. Łuszczewskim z lat 1783-1805, nie wymienia jednak miejsca jego przechowywania)
2. Notatnik, rękopis: Biblioteka Instytutu Badań Literackich Warszawa (Zbiory Michalskiego sygn. 197).

## Wybrane opracowania dot. twórczości Tańskiego
1. Exercitationes literariae... habitae in Collegio Nobilium Varsav. S.J. anno 1771, Warszawa 1771
2. Akty powstania Kościuszki t. 1-3, wyd. Sz. Askenazy, W. Dzwonkowski, E. Kipa, R. Morcinek, Kraków 1918-Wrocław 1955
3. Krótka wiadomość o życiu i pismach I. Tańskiego, (wstęp do) Wiersze i pisma różne, Warszawa 1808 „Wybór Pisarzy Polskich”; wyd. następne Warszawa 1816
4. (Dobrogost. Rec. teatralna), „Gazeta Warszawska” 26 XII 1808
5. K. Brodziński: Literatura polska (powst. w latach 1822-1823) w: Pisma t. 4, Poznań 1872, s. 439 i wyd. następne
6. W. Wilkoszewski: Rys historyczno-chronologiczny Towarzystwa Wolnego Mularstwa w Polsce (powst. przed rokiem 1838), wyd. z rękopisu T. Święcicki, Londyn 1968
7. M. Wyszkowski: Obraz życia i pism I. Tańskiego, „Rozrywki dla Dzieci” t. 10 (1828), nr 60; przedr. w: K. Tańska-Hoffmanowa: Pisma t. 10, Warszawa 1959; Dzieła t. 6, Warszawa 1875
8. K. Tańska-Hoffmanowa: Pamiętniki (powst. w latach 1818-1845) w: Pisma pośmiertne t. 1-3, Berlin 1849
9. A. Tarczewska: Historia mego życia. Wspomnienia warszawianki (powst. około roku 1819), wyd. i wstępem poprzedziła I. Kaniowska-Lewańska, Wrocław 1967
10. K.W. Wójcicki: Marianna Tańska w: Cmentarz Powązkowski p. Warszawą t. 1, Warszawa 1855
11. J. Kołakowska: „Rozrywki Wieczorne” jako świadectwo i dziedzictwo salonu rodziny Tańskich, Warszawa 2020